# Ma Huateng
Ma Huateng (traditionell kinesiska: 馬化騰?, förenklad kinesiska: 马化腾?, pinyin: Mǎ Huàténg) även känd som Pony Ma, född 29 oktober 1971 i Chaoyang, Shantou, Guangdong, Kina, är en kinesisk internetentreprenör. Han är grundaren av Tencent, ett kinesiskt internetföretag känt för bland annat direktmeddelandeprogramet Tencent QQ.
Tidningarna Forbes och Time har uppmärksammat Ma för hans bedrifter. År 2005 utnämndes han till den 68:e rikaste kinesen av Forbes och 2007 utnämnde Times honom till en av de 100 mest inflytelserika människorna i världen. År 2014 utnämnde tidningen Time honom till världens näst mest inflytelserika person i världen.